# Paul-Henry Gendebien
Pour les articles homonymes, voir Gendebien.
Le baron Paul-Henry Gendebien, né le 9 juillet 1939 à Hastière-par-delà et mort le 3 mai 2024 à Liège en Belgique, est un homme politique belge, militant wallon et écrivain, partisan de la réunion de la Wallonie à France.

## Biographie

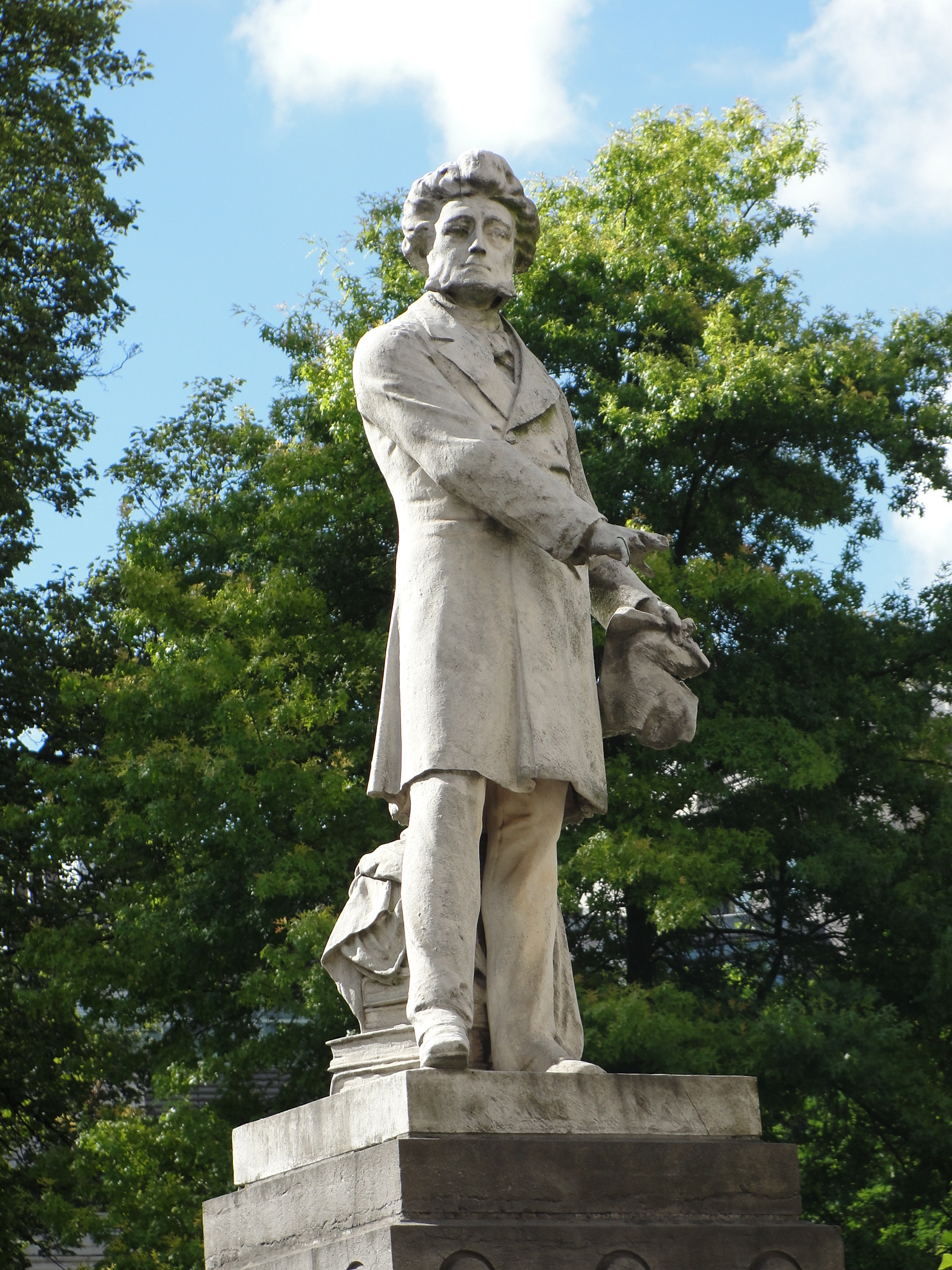
Statue d'Alexandre Gendebien, ancêtre direct de Paul-Henry Gendebien.

Paul-Henry E.G.M. Gendebien descend d'Alexandre Gendebien, membre du Gouvernement provisoire du nouvel État belge lors de la révolution belge de 1830.
Il est le fils de Marc Gendebien (1912-1944), commissaire d'arrondissement de Philippeville, pilote au 350 squadron belge de la Royal Air Force mort en service commandé lors de l'opération Market garden, et de Guillemette Carton de Wiart (1913-1996), fille de Henri Carton de Wiart, homme d'État belge. Il a épousé Estelle Desmedt.
Docteur en droit en 1962 et licencié en sciences économiques en 1964 des facultés universitaires Saint-Louis à Bruxelles et à l'UCLouvain, il est chercheur au CRISP en 1964, puis séjourne en Afrique, comme assistant à l'université de Kinshasa, de 1965 à 1967.

Paul-Henry Gendebien est directeur du bureau d'études économiques de la province de Hainaut de 1968 à 1971. En réaction à l'affaire de Louvain, il quitte le Parti social-chrétien (PSC) et s'engage au Rassemblement wallon alors en pleine croissance, convaincu de la nécessité de décentraliser l'État belge et d'inscrire la Wallonie dans l'Europe des régions et des peuples. Au niveau local, il est élu conseiller communal en 1970 et échevin en 1976 de Thuin. En 1971, il est élu député à la Chambre des représentants et député européen en 1979.

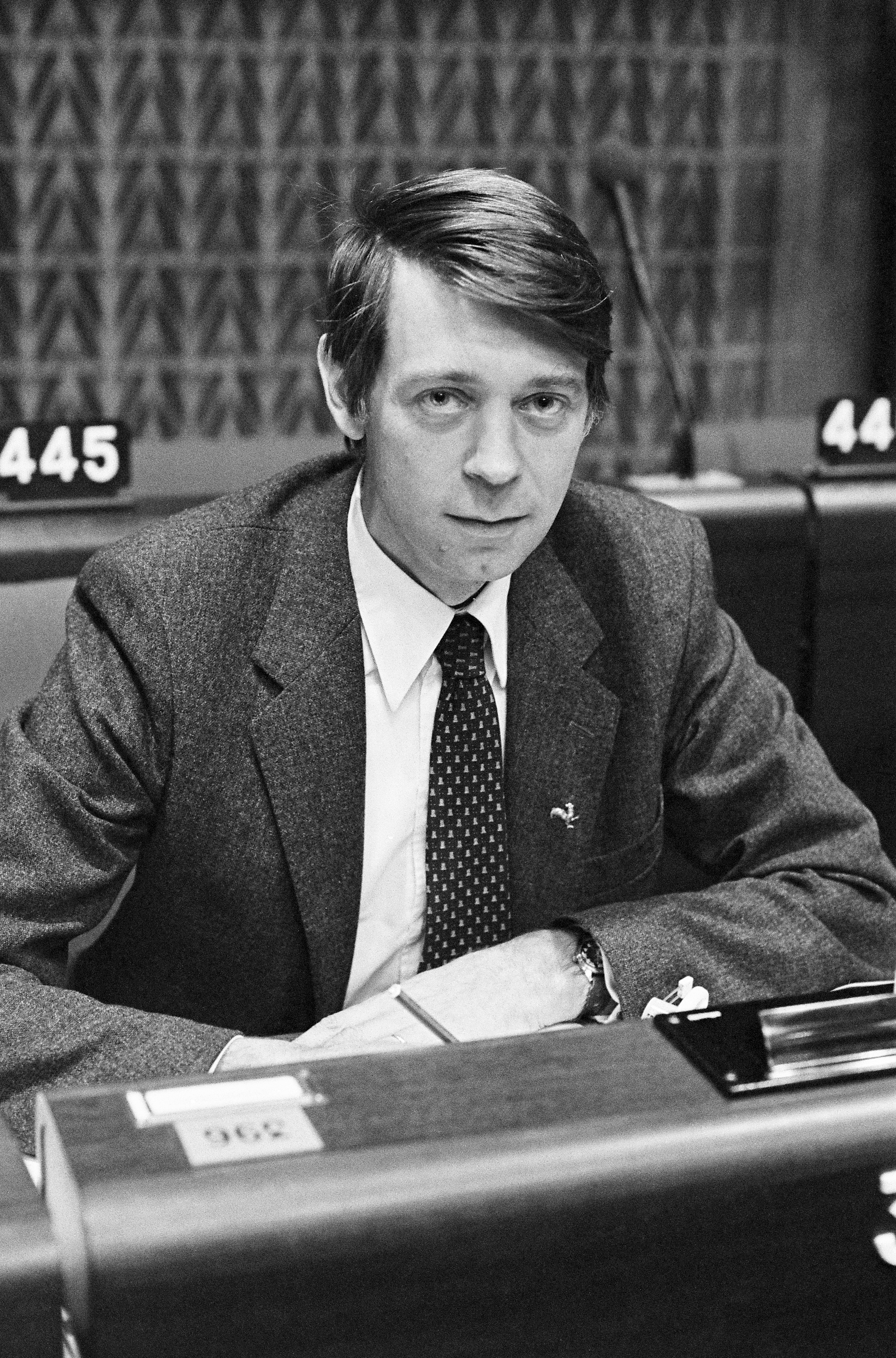
Paul-Henry Gendebien en 1982.
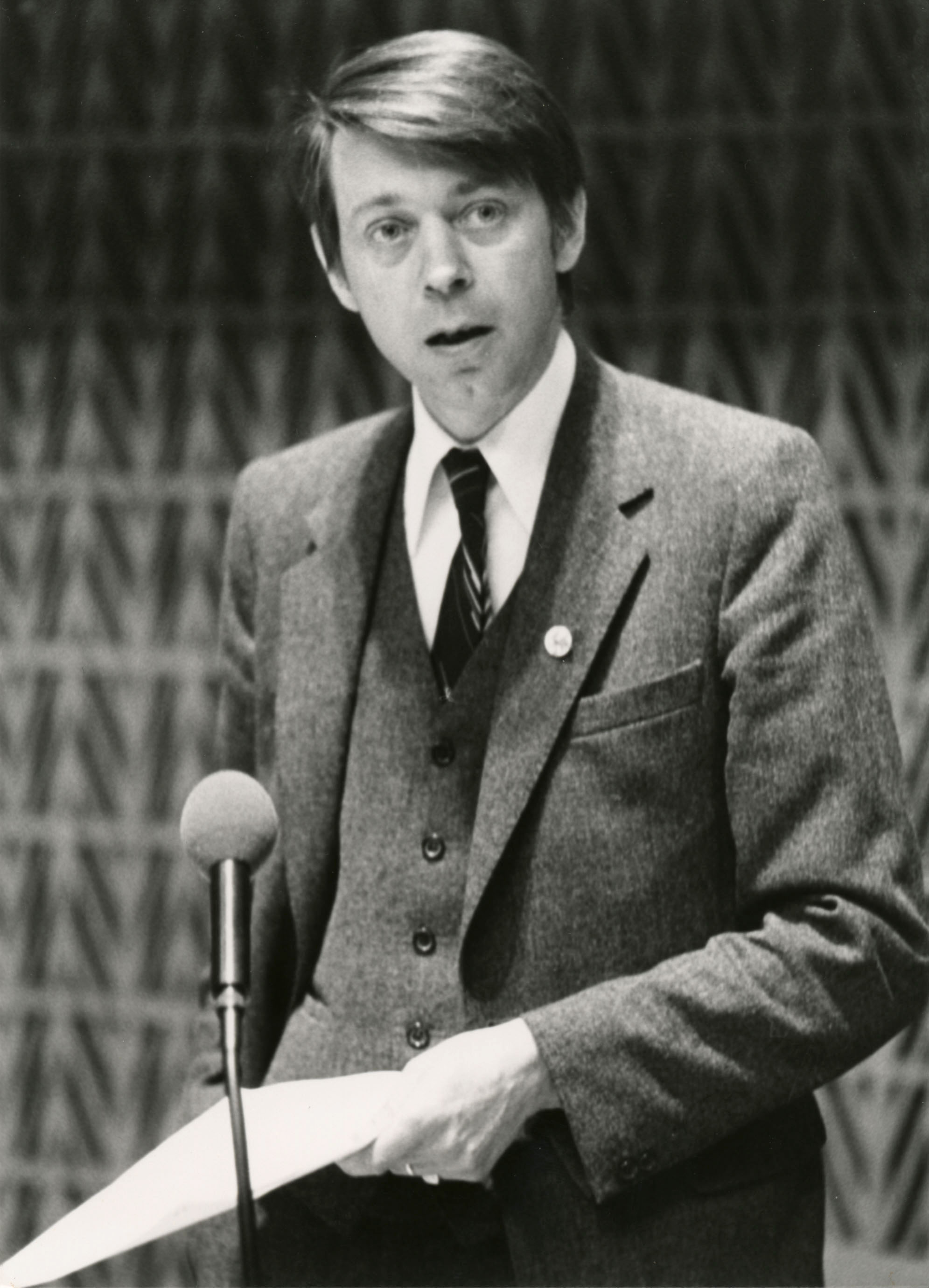
Paul Henry Gendebien s'exprimant lors d'une séance plénière au Parlement européen (1980).

Lorsque François Perin, fondateur du Rassemblement wallon (RW), devient ministre des Réformes institutionnelles en 1974, Gendebien, député depuis 1971, lui succède à la présidence du parti. Il y affirme une position de régionaliste wallon, tout en prônant le passage du capitalisme à l'autogestion, ce qui fera perdre beaucoup de voix à son parti. Aussi, alors qu'il avait été élu avec Antoinette Spaak (FDF) député européen de 1979 à 1984, il sera remplacé à la présidence du RW par Henri Mordant. Gendebien refuse le principe d'une liste commune RW-FDF et quitte le RW en octobre 1981. En 1985, il se présente sur les listes de Présence wallonne en Europe animées par Fernand Massart. Il crée ensuite avec quelques amis l'Alliance démocratique wallonne qui lui permet de conclure une alliance électorale avec le PSC présidé par Gérard Deprez. Il est élu député au Conseil régional wallon. De 1988 à 1996, il exerce la fonction de délégué général de la Communauté française de Belgique à Paris.
Revenu en Belgique, il se lance à nouveau dans le combat politique en défendant la cause de la réunion de la Région wallonne et de la Région de Bruxelles-Capitale à la France.

Logo officiel du Rassemblement Wallonie-France (RWF).

Dans cette optique, en novembre 1999, il fonde avec André Libert (continuateur du Rassemblement wallon) et Maurice Lebeau (Mouvement wallon pour le retour à la France) le Rassemblement Wallonie France (RWF). Ce parti politique recueille environ entre 1 et 2 % des voix lors des différents scrutins au cours des années 2000 à 2010. Il quitte la présidence de ce parti en 2012 pour laisser place à une équipe dirigeante renouvelée, avec Laurent Brogniet à sa tête.
Jusqu’à la fin de ses jours, Paul-Henry Gendebien préconise une séparation de la Belgique dite « de velours » sur le modèle tchécoslovaque et une intégration de la Wallonie et de Bruxelles dans la République française, qui deviendraient ainsi deux grandes régions à part entière, afin de garantir la sécurité et la prospérité des francophones. Bruxelles conserverait son statut de siège de l'Union européenne et serait renforcée par rapport au nationalisme flamand, en tant que grande ville francophone internationale grâce au soutien de la France. 
À la suite de la crise de régime belge de 2008, son message fut de plus en plus souvent relayé par les médias belges francophones et internationaux, bien que les résultats électoraux de ce parti restent très modestes. Il a œuvré pour faire connaître la solution d’une réunion de la Wallonie et de Bruxelles à la France dans l’hypothèse où la Flandre prendrait son indépendance et délaisserait les francophones.

Drapeau de la France marqué en son centre du coq wallon, utilisé par les partisans de la réunion de la Wallonie à la France.

## Des déclarations engagées
Dans une interview accordée au Soir, Paul-Henry Gendebien voit dans la marche flamande vers l'indépendance deux stratégies : la destruction de l'État par la contestation de l'État belge (existence, mode de fonctionnement mais aussi État providence) d'une part, la flamandisation de l'État belge par la conquête de secteurs d'activité comme la SNCB ou l'armée,. Paul-Henry Gendebien voit la Wallonie et Bruxelles rejoindre la République française car la viabilité économique et financière d'un nouvel État Wallonie-Bruxelles n'est pas assurée.

## Livres
- Congo, 1963, Éditions du Crisp - Bruxelles, 1964
- L’Intervention des Nations unies au Congo, Éditions Mouton - Paris La Haye, 1968
- L’Environnement… un problème politique pour la Wallonie, pour l’Europe, pour le Monde, Éditions Jules Destrée, 1972
- Une certaine idée de la Wallonie, Édition longue vue - Bruxelles, 1987
- Splendeurs de la Liberté, Éditions Quorum, Gerpinnes, 1999
- Le Choix de la France, Éditions Luc Pire, 2002
- La Belgique : dernier quart-d'heure ?, Éditions Labor, 2006
- Wallons et Bruxellois, ensemble avec la France !, Éditions Cortext, 2008
- La raison et le cœur. Oui à la France, Éditions Mols, 2010
- Demain la Wallonie avec la France. Vers la réunification française. Livre numérique gratuit, 2013 (sur le site du R.W.F.)
- Histoire d'une famille. Les Gendebien au temps des révolutions et des guerres européennes, Weyrich, 2017
- 1914-1918 Deux villages Wallons dans l'enfer de la grande guerre, Weyrich, 2018
- Mon séjour dans la fosse aux lions de la politique belge, Weyrich, 2021
- Récits ardennais de feu le docteur Sylvain Fabry, Weyrich, 2024